# René Krüger
René Krüger (n. 1950) es un biblista argentino-paraguayo especialista en el Nuevo Testamento. 

## Biografía
Nacido en Paraguay, realizó sus estudios en Argentina, con diploma de grado y doctorado en teología en el ISEDET, doctorado en teología en la VU Amsterdam University y doctorado en historia la Pontificia Universidad Católica Argentina. Fue Profesor titular de Biblia (Área de Nuevo Testamento) en el ISEDET y profesor Adjunto de la Facultad de Teología de la Pontificia Universidad Católica Argentina. Fue Rector del ISEDET de 1999 a 2007 y Director de su Biblioteca de 2007 a 2011. Krüger es asimismo Pastor ordenado de la Iglesia Evangélica del Río de la Plata.
Actualmente es Investigador Honorario del Centro de Estudios de Historia del Antiguo Oriente de la Pontificia Universidad Católica Argentina y fue miembro del comité editorial de la revista  Antiguo Oriente y de las Monografías sobre el Antiguo Cercano Oriente.
Es autor, coautor y editor literario de numerosos trabajos. Sus principales publicaciones se relacionan con las materias bíblicas; además de su campo bíblico específico, investiga la historia y la cultura de la inmigración germanoparlante y particularmente de los Alemanes del Volga. Asimismo, se dedica a investigar las misiones jesuíticas guaraníes.

## Publicaciones
- Gott oder Mammon. Das Lukasevangelium und die Ökonomie. Lucerna, Edition Exodus, 1997.
- Alternativas para un mundo justo. Globalización y pobreza: Perspectivas bíblicas (Literary Ed. Horacio Mesones). MEC por la EQUIDAD. Buenos Aires, Instituto Universitario ISEDET, 2004.
- Der Jakobusbrief als prophetische Kritik der Reichen. Eine exegetische Untersuchung aus lateinamerikanischer Perspektive. Münster, LIT-Verlag, 2005.
- Pobres y ricos en la epístola de Santiago. El desafío de un cristianismo profético. Buenos Aires, LUMEN, 2005.
- Métodos Exegéticos. Buenos Aires, Instituto Universitario ISEDET, Publicaciones EDUCAB, 2006. Con Severino Croatto.
- Solidarisch Mensch werden. Psychische und soziale Destruktion im Neoliberalismus – Wege zu ihrer Überwindung. Hamburg, VSA Verlag – Publikforum, 2006. Con U. Duchrow, R. Bianchi y V. Petracca.
- Ulrico Zuinglio. Una antología. Buenos Aires, La Aurora – Instituto Universitario ISEDET, 2006. Con D. Beros.
- Felipe Jacobo Spener. Pia Desideri. Buenos Aires, Instituto Universitario ISEDET, 2007. Con D. Beros.
- La diáspora. De experiencia traumática a paradigma eclesiológico. Buenos Aires, Instituto Universitario ISEDET, 2008.
- Dios o el Mamón. Análisis semiótico del proyecto económico y relacional del Evangelio de Lucas. Buenos Aires, LUMEN, 2008.
- El tesoro de las ruinas. Buenos Aires, Editorial Sagepe, 2009.
- Vocabulario griego básico del Nuevo Testamento. Buenos Aires, 2010.
- Felipe Melanchton. Loci Communes. Conceptos fundamentales de las cuestiones teológicas o esbozos teológicos. Buenos Aires, Instituto Universitario ISEDET, 2011. Con D. Beros.